# آجارا نچوت
آجارا نچوت (انگلیسی: Ajara Nchout؛ زادهٔ ۱۲ ژانویهٔ ۱۹۹۳) بازیکن فوتبال اهل کامرون است.
از باشگاه‌هایی که در آن بازی کرده‌است می‌توان به وسترن نیویورک فلش اشاره کرد.
وی همچنین در تیم ملی فوتبال زنان کامرون بازی کرده‌است.